# Dirka po Italiji 1921
Dirka po Italiji 1921 (italijansko Giro d'Italia 1921) je 9. izvedba dirke po Italiji, tritedenske moške cestne kolesarske etapne dirke. Začela se je 25. maja v Milanu in končala 12. junija v Milanu. Sodelovalo je 69 kolesarjev iz petih ekip in privatnih kolesarjev. Skupno zmago je prvič osvojil Giovanni Brunero (Legnano–Pirelli), drugo mesto Gaetano Belloni (Bianchi–Dunlop), tretje pa Bartolomeo Aymo (Legnano–Pirelli).

## Ekipe
- Ancora
- Bianchi–Dunlop
- Bordin
- Legnano–Pirelli
- Stucchi–Pirelli

## Etape
| Etapa | Datum     | Štart/Cilj        | Razdalja    | Tip         | Tip             | Zmagovalec                | Vodilni                   |
| ----- | --------- | ----------------- | ----------- | ----------- | --------------- | ------------------------- | ------------------------- |
| 1     | 25. maj   | Milano – Merano   | 333 km      |             | gorska etapa    | Costante Girardengo (ITA) | Costante Girardengo (ITA) |
|       | 26. maj   | dan počitka       | dan počitka | dan počitka | dan počitka     | dan počitka               | dan počitka               |
| 2     | 27. maj   | Merano – Bologna  | 348 km      |             | ravninska etapa | Costante Girardengo (ITA) | Costante Girardengo (ITA) |
|       | 28. maj   | dan počitka       | dan počitka | dan počitka | dan počitka     | dan počitka               | dan počitka               |
| 3     | 29. maj   | Bologna – Perugia | 321 km      |             | gorska etapa    | Costante Girardengo (ITA) | Costante Girardengo (ITA) |
|       | 30. maj   | dan počitka       | dan počitka | dan počitka | dan počitka     | dan počitka               | dan počitka               |
| 4     | 31. maj   | Perugia – Chieti  | 328 km      |             | gorska etapa    | Costante Girardengo (ITA) | Costante Girardengo (ITA) |
|       | 1. junij  | dan počitka       | dan počitka | dan počitka | dan počitka     | dan počitka               | dan počitka               |
| 5     | 2. junij  | Chieti – Neapelj  | 264 km      |             | gorska etapa    | Gaetano Belloni (ITA)     | Gaetano Belloni (ITA)     |
|       | 3. junij  | dan počitka       | dan počitka | dan počitka | dan počitka     | dan počitka               | dan počitka               |
| 6     | 4. junij  | Neapelj – Rim     | 299 km      |             | gorska etapa    | Luigi Annoni (ITA)        | Gaetano Belloni (ITA)     |
|       | 5. junij  | dan počitka       | dan počitka | dan počitka | dan počitka     | dan počitka               | dan počitka               |
| 7     | 6. junij  | Rim – Livorno     | 341 km      |             | ravninska etapa | Giovanni Brunero (ITA)    | Giovanni Brunero (ITA)    |
|       | 7. junij  | dan počitka       | dan počitka | dan počitka | dan počitka     | dan počitka               | dan počitka               |
| 8     | 8. junij  | Livorno – Parma   | 242 km      |             | gorska etapa    | Luigi Annoni (ITA)        | Giovanni Brunero (ITA)    |
|       | 9. junij  | dan počitka       | dan počitka | dan počitka | dan počitka     | dan počitka               | dan počitka               |
| 9     | 10. junij | Parma – Torino    | 320 km      |             | ravninska etapa | Gaetano Belloni (ITA)     | Giovanni Brunero (ITA)    |
|       | 11. junij | dan počitka       | dan počitka | dan počitka | dan počitka     | dan počitka               | dan počitka               |
| 10    | 12. junij | Torino – Milano   | 305 km      |             | gorska etapa    | Gaetano Belloni (ITA)     | Giovanni Brunero (ITA)    |
|       | Skupaj    | Skupaj            | 3107 km     | 3107 km     | 3107 km         | 3107 km                   | 3107 km                   |

## Končna razvrstitev

### Skupni seštevek
| Poz. | Kolesar                   | Ekipa           | Čas          |
| ---- | ------------------------- | --------------- | ------------ |
| 1    | Giovanni Brunero (ITA)    | Legnano–Pirelli | 120h 24' 39" |
| 2    | Gaetano Belloni (ITA)     | Bianchi–Dunlop  | + 41"        |
| 3    | Bartolomeo Aymo (ITA)     | Legnano–Pirelli | + 19' 47"    |
| 4    | Lucien Buysse (BEL)       | Bianchi–Dunlop  | + 39' 00"    |
| 5    | Angelo Gremo (ITA)        | Bianchi–Dunlop  | + 47' 28"    |
| 6    | Federico Gay (ITA)        | Bianchi–Dunlop  | + 59' 33"    |
| 7    | Alfredo Sivocci (ITA)     | Legnano–Pirelli | + 1h 24' 27" |
| 8    | Clemente Canepari (ITA)   | Legnano–Pirelli | + 2h 24' 08" |
| 9    | Giovanni Rossignoli (ITA) | Bianchi–Dunlop  | + 2h 24' 25" |
| 10   | Luigi Annoni (ITA)        | Stucchi–Pirelli | + 2h 36' 57" |

| Skupna razvrstitev kolesarjev (11–27) | Skupna razvrstitev kolesarjev (11–27) | Skupna razvrstitev kolesarjev (11–27) | Skupna razvrstitev kolesarjev (11–27) |
| Poz.                                  | Kolesar                               | Ekipa                                 | Čas                                   |
| ------------------------------------- | ------------------------------------- | ------------------------------------- | ------------------------------------- |
| 11                                    | Alfredo Cominetti (ITA)               | —                                     | + 3h 31' 24"                          |
| 12                                    | Giovanni Scaioni (ITA)                | —                                     | + 3h 39' 44"                          |
| 13                                    | Nicola Di Biase (ITA)                 | —                                     | + 4h 16' 49"                          |
| 14                                    | Michele Gordini (ITA)                 | —                                     | + 5h 34' 50"                          |
| 15                                    | Giuseppe Santhià (ITA)                | Bianchi–Dunlop                        | + 6h 08' 49"                          |
| 16                                    | Lauro Bordin (ITA)                    | Bordin                                | + 6h 35' 26"                          |
| 17                                    | Enrico Sala (ITA)                     | Ancora                                | + 6h 46' 54"                          |
| 18                                    | Angelo Erba (ITA)                     | —                                     | + 6h 56' 04"                          |
| 19                                    | Louis Luguet (FRA)                    | Bianchi–Dunlop                        | + 8h 39' 02"                          |
| 20                                    | Ugo Bianchi (ITA)                     | —                                     | + 10h 14' 16"                         |
| 21                                    | Rinaldo Spinelli (ITA)                | —                                     | + 10h 14' 21"                         |
| 22                                    | Angelo Guidi (ITA)                    | —                                     | + 11h 35' 01"                         |
| 23                                    | Antonio Tecchio (ITA)                 | —                                     | + 11h 51' 37"                         |
| 24                                    | Damiano Solitario (ITA)               | —                                     | + 13h 32' 29"                         |
| 25                                    | Luigi Sinchetto (ITA)                 | —                                     | + 13h 58' 27"                         |
| 26                                    | Felice Di Gaetano (ITA)               | —                                     | + 14h 17' 30"                         |
| 27                                    | Andrea Cazzaniga (ITA)                | —                                     | + 1d 2h 40' 01"                       |